# Богдан Косановић
Богдан Косановић (Кунић, 2. јул 1892 — Тузла, 19. септембар 1964) био је српски лекар-хирург, учесник Народноослободилачке борбе, професор Медицинског факултета и дописни члан САНУ.

## Младост, образовање и рана каријера
Рођен је 2. јула 1892. године у селу Кунићу, општина Плашки. Основну школу завршио је у Плашком, а гимназију у Сремским Карловцима. Медицински факултет је завршио у Бечу где је и докторирао 1919. године. За време студија био је прогањан као Србин.
Специјализацију из хирургије завршио је 1922. године. Био је асистент на Медицинском факултету у Београду, шеф хируршког одсека и шеф одељења за грудну хирургију.

## Ратни хирург у Другом светском рату
У марту 1941. године мобилисан је као резервни санитетски потпуковник и распоређен у Ниш, где је после бомбардовања Ниша обрадио и лечио преко 2.000 рањеника.
За време окупације и Недићеве владавине био је отпуштен из државне службе, као национално неподобан.
Првих дана септембра 1944. године ступио је у Народноослободилачку војску као шеф хируршке екипе Првог пролетерског корпуса и учествовао у спасавању и лечењу рањеника у борбама по Србији и у ослобођењу Београда. Када је формирана Прва армија Народноослободилачке војске постављен за управника и главног хирурга армијске хируршке пољске покретне болнице у којој је са великим напорима обрађивано хиљаде рањеника на Сремском фронту и у завршним операција преко Славоније и даље према западу.
Од јула до децембра 1945. године био је главни хирург болничких центара Треће армије, и са те је дужности демобилисан и преведен у резерву у чину санитетског пуковника ЈА.

## Послератни период
После демобилизације, од децембра 1945. до фебруара 1965. године био је шеф хируршког одељења Градске болнице у Београду и ванредни професор хирургије на Медицинском факултету у Београду. У децембру 1955. године изабран је за редовног професора хирургије на Медицинском факултету и постављен за управника Прве хируршке клинике одакле је пензионисан 31. децембра 1963. године.
Дугогодишњим радом стекао је завидну хируршку технику и постигао изузетан успех не само у стручном него и у научном и наставном погледу. Професор др. Косановић био је један од врхунских хирурга, обдарен виртуозном мануелном техником и врстан познавалац савремене хируршке науке и човек високе савести. Неговао је изузетно хуман однос према пацијентима и сарадницима.
Публиковао је преко 100 научних и стручних радова и свих грана хирургије. Нарочито је заслужан за развој грудне хирургије, организујући још 1933. године узорно грудно-хируршко одељење, прво на просторима бивше Југославије.
Као наставник хирургије вешто је преносио знање и своја искуства на многе генерације хирурга од којих су неки постали ванредни и редовни професори хирургије и доценти, а већи број шефови хируршких одељена по болницама широм Југославије.
Као друштвени радник професор Косановић је још од 1919. године био члан Српског лекарског друштва, у коме је активно радио у пленуму и у секцијама. Био је члан и пет година председник Хируршке секције у којој је непрекидно стручно и научно сарађивао. Као активан члан Фтизиолошке секције био је иницијатор хируршког лечења плућне туберкулозе. Био је оснивач Канцеролошке секције и њен председник десет година, а од 1962. године доживотни почасни председник. На његову иницијативу основано је Друштво канцеролога Југославије и као њен председник на првом Конгресу 1961. године окупио око 600 учесника са више од 500 пријављених радова. Од 1959. године професор Косановић је био представник Југославије у Међународној унији за борбу против рака. Био је члан Међународног хируршког друштва.
На његову иницијативу и залагање још 1935. године основан је Одсек за трансфузију крви и уведена употреба конзервисане крви.
Био је дугогодишњи члан редакционог одбора Војно-санитетског прегледа, а од 1959. године члан редакционог одбора Српског архива. Био је члан управе, потпредседник и председник Удружења наставника Медицинског факултета и члан управе Удружења наставника Београдског универзитета.
Учествовао је на неколико конгреса хирурга са запаженим саопштењима.
Одликован је Орденом заслуге за народ другог реда и Орденом рада другог реда. Додељена му је Плакета за пожртвован рад у Српском лекарском друштву. Неколико пута је похваљиван и награђиван.
За дописног члана Српске академије наука и уметности изабран је 5. децембра 1963. године. Умро је 19. септембра 1964. године у Тузли.
Посхумно га је увредио његов нећак примаријус Златар др. Богдан, иначе академик Српске краљевске академије наука и иноватора, наводећи неистину у својој књизи Плашки кроз векове, да је мобилисан и одведен на Сремски фронт а истина је да се раније добровољно определио за партизански покрет.